# Војислав Ј. Ђурић
Војислав Ј. Ђурић (Велика Писаница, 26. фебруар 1925 — Београд, 12. мај 1996) био је српски историчар уметности, академик и универзитетски професор. Његови најзначајнији радови, везани су за фрескосликарство и уметност средњовековних српских земаља, а своје капитално дело „Византијске фреске у Југославији“ објавио је 1974. године.

## Кратка биографија
Војислав Ђурић је рођен 26. фебруара 1925. године у Великој Писаници код Бјеловара. Радио је на Филозофском факултету у Београду, а за редовног професора је изабран 1967. године.
За дописног члана САНУ у Одељењу друштвених наука изабран је 28.05. 1970, а од 11.03. 1971. године се налазио у Одељењу историјских наука, чији редовни члан је постао 16. новембра 1978. године. На месту секретара тог одељења налазио се од 27.05. 1979, до 25.09. 1981. године, када је поднео оставку која је прхваћена на скупштини САНУ 19. новембра1981. године. На место члана председништва САНУ изабран је 16.11.1989. године и ту функцију је обављао до своје смрти, 12.05. 1996. године.
Био је члан неколико одбора САНУ:
- Хиландарски одбор (председник од 1978)
- Одбор за историју уметности (председник 1977 — 1983)
- Одбор за историју Срба у Хрватској
- МО за трећи миленијум
- МО за проучавање Косова
- Старословенски одбор

## Одабрани радови
- Ђурић, Војислав Ј. (1961). Иконе из Југославије. Београд: Научно дело.
- Đurić, Vojislav J. (1961). Icônes de Yougoslavie. Belgrade: Naučno delo.
- Ђурић, Војислав Ј. (1974). Византијске фреске у Југославији. Београд: Југославија.
- Ђурић, Војислав Ј. (1981). „Почеци уметности код Срба”. Историја српског народа. 1. Београд: Српска књижевна задруга. стр. 230—248.
- Ђурић, Војислав Ј. (1981). „Преокрет у уметности Немањиног доба”. Историја српског народа. 1. Београд: Српска књижевна задруга. стр. 273—296.
- Ђурић, Војислав Ј. (1981). „Рашко и приморско градитељство”. Историја српског народа. 1. Београд: Српска књижевна задруга. стр. 389—407.
- Ђурић, Војислав Ј. (1981). „Српско сликарство на врхунцу”. Историја српског народа. 1. Београд: Српска књижевна задруга. стр. 408—433.
- Бабић-Ђорђевић, Гордана; Ђурић, Војислав Ј. (1982). „Полет уметности”. Историја српског народа. 2. Београд: Српска књижевна задруга. стр. 144—191.
- Ђурић, Војислав Ј. (1982). „Уметност у Босни између јадранских градова и Србије”. Историја српског народа. 2. Београд: Српска књижевна задруга. стр. 343—370.
- Ђурић, Војислав Ј. (1982). „Последња уметничка жаришта”. Историја српског народа. 2. Београд: Српска књижевна задруга. стр. 535—545.
- Ђурић, Војислав Ј. (1988). Благо манастира Студенице. Београд: САНУ.
- Ђурић, Војислав Ј.; Ћирковић, Сима; Кораћ, Војислав (1990). Пећка патријаршија. Београд-Приштина: Југословенска ревија; Јединство.
  - Đurić, Vojislav J.; Ćirković, Sima; Korać, Vojislav (1990). The Patriarchate of Peć. Belgrade-Priština: Jugoslovenska revija; Jedinstvo.
  - Đurić, Vojislav J.; Ćirković, Sima; Korać, Vojislav (1990). Der Patriarchensitz Peć. Belgrad-Priština: Jugoslovenska revija; Jedinstvo.
  - Đurić, Vojislav J.; Ćirković, Sima; Korać, Vojislav (1990). Le patriarcat de Peć. Belgrade-Priština: Jugoslovenska revija; Jedinstvo.
- Ђурић, Војислав Ј. (1991). Сопоћани. Београд-Приштина: Просвета; Републички завод за заштиту споменика културе; Јединство.
- Ђурић, Војислав Ј. (1994). „Икона о хиротонији грачаничког митрополита Никанора”. Зборник Матице српске за ликовне уметности. 27-28 (1991-1992): 297—317.
- Ђурић, Војислав Ј.; Бабић-Ђорђевић, Гордана (1997). Српска уметност у средњем веку (PDF). 1. Београд: Српска књижевна задруга. Архивирано из оригинала 13. 04. 2025. г. Приступљено 13. 04. 2025.
- Ђурић, Војислав Ј.; Бабић-Ђорђевић, Гордана (1997). Српска уметност у средњем веку (PDF). 2. Београд: Српска књижевна задруга. Архивирано из оригинала 13. 04. 2025. г. Приступљено 13. 04. 2025.

## Одабране награде
- Октобарска награда Београда (1964)
- Хердерова награда (1982)
- Седмојулска награда Србије (1985)
- Орден заслуга за народ са сребрним зрацима (1964)
- Орден рада са црвеном звездом (1988)